# 室戸 (給炭艦)
室戸（むろと）は日本海軍の給炭艦で、室戸型給炭艦の1番艦。艦名は室戸岬による。1944年に潜水艦の雷撃により沈没。

## 艦歴
1917年（大正6年）度の臨時軍事費で建造され、1918年（大正7年）12月7日に三菱神戸造船所で竣工、舞鶴鎮守府籍とする。竣工当初は運送船に類別されたが1920年（大正9年）4月1日に運送艦（給炭）となった。
1932年（昭和7年）の第一次上海事変に際し、2月23日から3月5日に呉海軍工廠で臨時に病院設備を設置した。ただし病院船の登録には万国赤十字の承認、船体の白色塗装、無武装とするなどの必要があり、また軍需物資の輸送もできないので病院船として申請はせず、運送艦籍のまま支那方面へ進出した。この時の改装では船橋楼甲板を後方に延長し、同型艦「野島」とは艦型に違いが生じた。
本艦は1937年（昭和12年）からの日華事変にも病院船任務として従軍した。
太平洋戦争開戦時には連合艦隊付属としてカムラン湾に進出、シンガポール陥落後の1942年（昭和17年）3月には同地に進出し病院船任務に就き「室戸病院」と呼ばれた。同時期にスマトラへの給炭や真水の補給なども実施している。その後も実質上の病院船として、また軍需品の輸送にと活躍した。
1942年（昭和17年）6月に横須賀港に一旦帰港、以後1943年（昭和18年）3月まで大湊などの北方方面で治療任務などに従事する。1942年10月25日から11月6日にかけて、推進軸を折損して航行不能となっていた駆逐艦「初春」を幌筵島から舞鶴まで曳航した。
1943年6月以降は上海、三亜、香港方面の軍需品輸送に従事する。1944年（昭和19年）8月からは沖縄輸送に2回従事した。
同年10月21日にカタ916船団の1隻として鹿児島港を出港するが翌22日に奄美大島の北方で米潜水艦「シードッグ」の雷撃を受け沈没した。

## 歴代特務艦長
※脚注無き限り『日本海軍史』第9巻・第10巻の「将官履歴」に基づく。階級は就任時のもの。
- 七田今朝一 大佐：1921年4月6日 - 9月17日
- 宮村吉通 中佐：1921年9月17日[22] - 1922年11月10日[23]
- 安野康 中佐：1922年11月10日[23] - 1923年2月20日[24]
- 野崎直吉 中佐：1923年2月20日[24] - 1923年6月11日[25]
- 加藤哲平 中佐：1923年6月11日[25] - 1923年11月10日[26]
- 大野寛 中佐：1923年11月10日 - 1924年12月1日
- 林李樹 中佐：1924年12月1日[27] - 1925年4月15日[28]
- （兼）青木國太郎 大佐：1925年4月15日[28] - 1925年7月10日[29] （本職：多摩艦長）
- （兼）青木國太郎 大佐：1925年7月10日[29] - 1925年8月1日[30] （本職：木曾艦長）
- 小林晋 中佐：1925年8月1日[30] - 1926年4月1日[31]
- 藤澤宅雄 中佐：1926年4月1日[31] - 1926年10月20日[32]
- 林義寛 大佐：1926年10月20日[32] - 1927年4月20日[33]
- 名古屋十郎 中佐/大佐：1927年4月20日 - 1927年12月1日[34]
- 和田専三 大佐：1927年12月1日 - 1928年10月29日
- 山縣少介 中佐：1928年10月29日[35] - 12月5日[36]
- 三好七郎 中佐：1928年12月5日[36] - 1929年3月10日[37]
- 荒木貞亮 大佐：1929年3月10日 - 11月30日
- 高橋頴雄 中佐：1929年11月30日 - 1930年5月1日
- 藤永三郎 中佐：1930年5月1日[38] - 1930年11月1日[39]
- 角田貞雄 中佐：1930年11月1日[39] - 1931年11月2日[40]
- 渡邊鐐一 中佐：1931年11月2日[40] - 1932年2月1日[41]
- 山田満 中佐：1932年2月1日 - 10月20日
- 平岡粂一 中佐：1932年10月20日 - 1933年8月25日
- 岸福治 中佐/大佐：1933年8月25日 - 1934年10月20日
- 堀内馨 中佐：1934年10月20日[42] - 1935年10月10日[43]
- 山田敏世 中佐：1935年10月10日[43] - 1936年11月2日[44]
- 森良造 中佐/大佐：1936年11月2日[44] - 1938年12月15日[45]
- 駒沢克己 大佐：1938年12月15日 - 1939年11月15日
- 兄部勇次 大佐：1939年11月15日 - 1940年3月20日
- 三浦友三郎 大佐：1940年3月10日 - 1940年11月15日
- 山高松次郎 大佐：1940年11月15日 - 1941年4月17日
- 板倉得止 大佐：1941年4月17日 - 5月1日
- 東郷實 大佐：1941年5月1日 - 10月28日
- 岸良幸 大佐：1941年10月28日 - 1942年2月1日
- 山形政二 大佐：1942年2月1日 - 1943年8月20日
- 古谷啓次 大佐：1943年8月20日[46] - 1944年10月25日[47]

## 同型艦
- 野島